# Stegosoladidus ingens
Stegosoladidus ingens is een vlokreeftensoort uit de familie van de Stegocephalidae. De wetenschappelijke naam van de soort is voor het eerst geldig gepubliceerd in 1906 door Chevreux.